# Bronzeglanzschwänzchen
Das Bronzeglanzschwänzchen (Chalcostigma heteropogon), manchmal auch Dornschnabel-Glanzschwänzchen genannt, ist eine Vogelart aus der Familie der Kolibris (Trochilidae). Die Art hat ein großes Verbreitungsgebiet, das die südamerikanischen Länder Kolumbien und Venezuela umfasst. Der Bestand wird von der IUCN als „nicht gefährdet“ (least concern) eingeschätzt.

## Merkmale

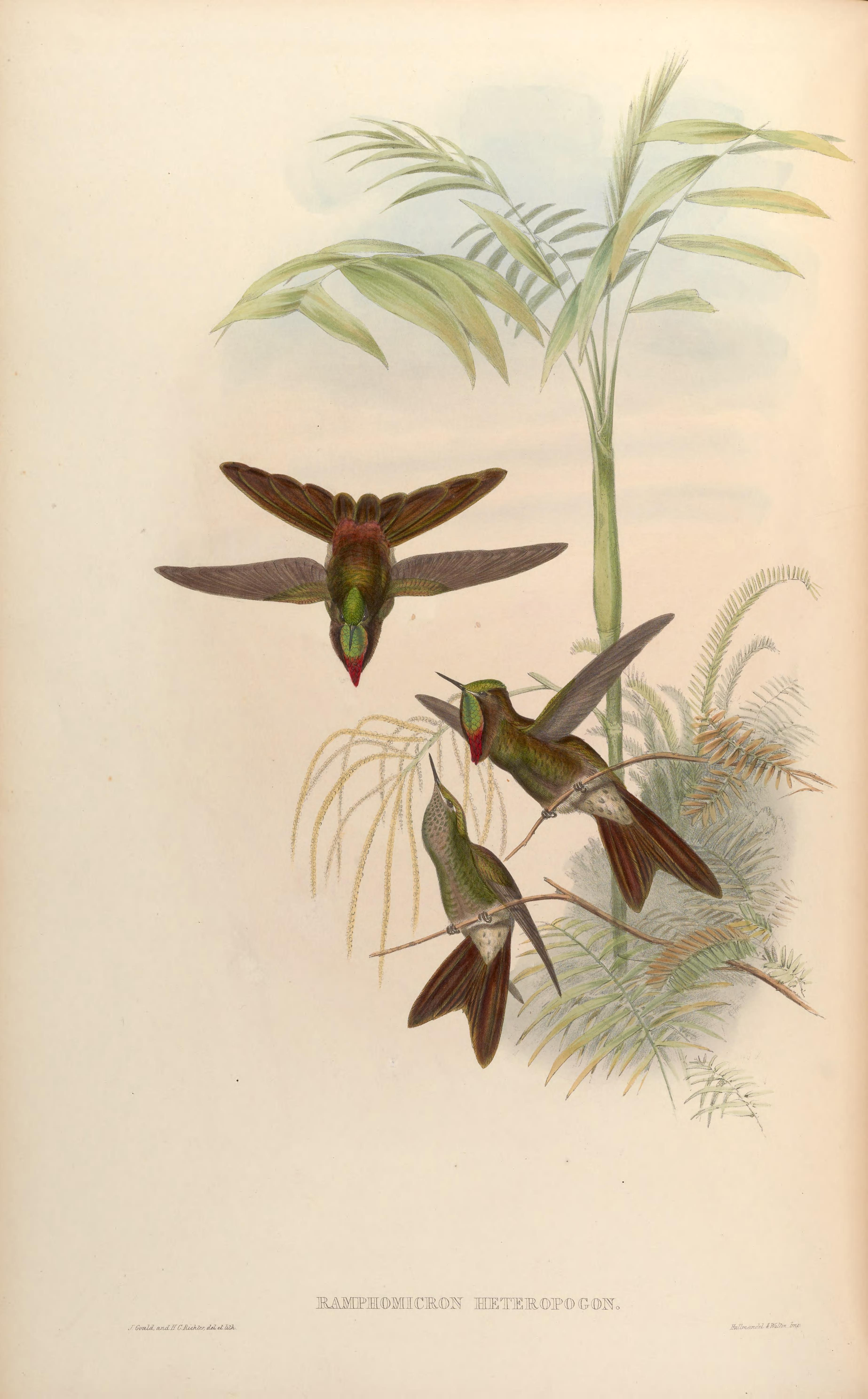
Bronzeglanzschwänzchen gezeichnet von John Gould (1804–1881) & Henry Constantine Richter (1821–1902)

Das männliche Bronzeglanzschwänzchen erreicht eine Körperlänge von etwa 13 Zentimetern, während das Weibchen nur ca. 10 Zentimeter groß wird. Beide Geschlechter haben einen relativ kurzen, 13 Millimeter langen Schnabel. Der Scheitel, die Krone und die Kehle des Männchens sind smaragdgrün. Das Bronzegrün des vorderen Teils der Oberseite wird am Bürzel bis hin zu den oberen Schwanzdecken rotbronzen. Am Ende der smaragdgrünen Kehle, etwa auf Brusthöhe wird die Farbe rosaviolett und verengt sich nach unten zu einem dreieckähnlichen Fleck. Den Rest der Unterseite ziert ein dumpfes Oliv. Das Weibchen ist sehr ähnlich, hat aber an der Kehle grüne runde Flecken. An der Brust fehlt außerdem das Violett. Der Schwanz ist merklich kürzer als beim Männchen, was auch die kleinere Größe erklärt.

## Verbreitung und Lebensraum
Die Art kommt in kleineren Krummholz-Kolonien sowie in Gestrüppen in Höhen zwischen 2900 und 3500 Metern vor. So ist das Bronzeglanzschwänzchen im extremen Westen Venezuelas nahe Páramo de Tamá im Süden von Táchira und in den grenznahen Gebieten Nordostkolumbiens präsent. Dort bewegt es sich in der typischen Páramovegetation der dortigen Bergtäler.

## Verhalten
Das Bronzeglanzschwänzchen ist meist als Einzelgänger unterwegs. Sein Futter bezieht es durch kurzes Festhalten an den jeweiligen Blumen. Sein Schwirrflug ist im Vergleich zu anderen Kolibriarten relativ langsam. Die Art ist sehr territorial und verteidigt ihr Gebiet recht aggressiv. Man sieht das Bronzeglanzschwänzchen deshalb bei der Nahrungssuche an blühenden Bäumen praktisch nie in Gruppen. Oft sieht man es auch auf Klippen und Felsvorsprüngen sitzen.

## Unterarten

Verbreitungsgebiet des Bronzeglanzschwänzchens

Im Moment sind keine Unterarten des Bronzeglanzschwänzchen bekannt. Es gilt als monotypisch.

## Etymologie und Forschungsgeschichte
Auguste Boissonneau beschrieb das Bronzeglanzschwänzchen unter dem Namen Ornismya heteropogon. Das Typusexemplar stammte aus Bogotá de Santa Fé. Später wurde es der Gattung Chalcostigma zugeordnet. Dieser Name leitet sich von den griechischen Wörtern χαλκός chalkós für „Bronze, bronzefarben“ und στίγμα stígma für „Merkmal, Markierung“ ab. Das Artepitheton heteropogon ist ein griechisches Gebilde aus ἕτερος héteros für „unterschiedlich“ und πώγων pṓgōn für „Bart“.